# 터치 미 낫
터치 미 낫(Touch Me Not)은 프랑스에서 제작된 애디너 핀틸리 감독의 2018년 드라마 영화이다. 로라 벤슨 등이 주연으로 출연하였다. 제68회 베를린 국제 영화제에서 황금곰상을 받았다. 터치 미 낫은 픽션가 다큐멘터리 사이의 실험작이다.

## 출연

### 주연
- 로라 벤슨
- 토마스 레마르퀴스